# نايجل سميث (لاعب كرة قدم)
نايجل سميث (بالإنجليزية: Nigel Smith)‏ (21 ديسمبر 1969 بليدز في المملكة المتحدة - ) هو لاعب كرة قدم بريطاني في مركز الهجوم. لعب مع شروزبري تاون وليدز يونايتد ونادي بوري ونادي بيرنلي.